# Костел Святої Анни (Хмельницький, старий)

Костел Св. Анни XIX ст.

Костел Святої Анни — колишній католицький храм, який розташовувався на вулиці Староміській і був однією з найкрасивіших споруд Хмельницького. Він був збудований на острові, що виник на місці злиття річок Плоскої і Південного Бугу. Зруйнований в 1938 році.

## Історія
Цей географічний об'єкт показаний на двох найдавніших із відомих планів Проскурова, складених повітовим землеміром Дятловим 8 жовтня 1800 р. і подільським губернським землеміром Екстером, який з 1801 по 1806 рр. працював над географічним, гідрографічним, топографічним та економічним описом Подільської губернії. На планах також була вказана польська назва острова — Кемп. У цьому місці оселилися польські переселенці, які були тут посаджені наприкінці XVII ст. польським коронним гетьманом М. Замойським. Сталося це після того, як у 1699 р. турки залишили Поділля, і Плоскирів та навколишні землі повернулися у володіння панів Замойських.
Плоскирівське староство виявилося повністю спустошеним, у зв'язку з чим Замойські переселяють сюди селян із польської Мазовії і мазурського Поозер'я. За переказами, значна частина польських переселенців одержали землю на захід від Плоскирова на колишніх гречаних ланах, від чого їхнє поселення отримало назву Гречана, згодом село Гречани. Так у Плоскирові та навколишніх селах з'явилися так звані мазури, нащадки яких склали основу теперішнього католицького населення міста і збудували на місці старого замку-фортеці невеличкий дерев'яний римо-католицький костел. Детальний опис цього храму містить згадане вище рос. «Описание Проскуровского городского костёла с его движимим и недвижимим имуществом и записую сумм, пожертвованных прихожанами в 1796 году». У 1801—1804 рр. на місці дерев'яного костелу на кошти летичівського землевласника Мацея (Матвія) Журовського (поляка, римо-католика) вимурували красивий кам'яний храм св. Анни. Після цієї події, за свідченням історика М. Орловського, для зручнішого сполучення між островом і «материковою» частиною міста була насипана земляна гребля — замість довгого моста, що існував раніше; саме цей міст показано на планах Дятлова і Екстера.
Ще один римо-католицький храм у Проскурові був побудований у 1820 р.
На початку XX ст. костел Святої Анни перебудували, зробивши його ще величнішим. У 1936 р. його закрили і почали розбирати, а в 1938 р. те, що залишилося, висадили у повітря вибухівкою. 1946 року приміське село Гречани було приєднано до Проскурова.